# 고원훈
고원훈(高元勳, 일본식 이름: 高元勳다카모토 이사오, 1881년 2월 29일 ~ 1950년)은 일제강점기의 관료이며 기업인이다.

## 생애
경상북도 문경군 산양면 신전리에서 태어났다. 일본의 메이지 대학에서 유학하여 1910년 7월 동 대학 법과를 졸업하고 1911년 8월 조선총독부의 경부(警部, 경찰의 계급)로 채용되었고, 1913년 보성법률상업학교로 옮겨 교수로 재직하다가 1920년 이 학교 교장이 되었다. 보성법률상업학교는 1921년 전문학교 인가를 받고 보성전문학교로 승격했고, 그는 조선인이 세운 최초의 전문학교 교장이 되었다. 한편, 1920년 7월 조선체육회의 초대이사장으로 선출되었고, 1921년 같은 회의 회장이 되었다.
1924년 4월 조선총독부 중추원 참의가 되었고, 도 참여관으로 관료의 길을 걸었다. 전라남도(1924년 12월), 경상북도(1926년), 평안남도(1929년), 경기도, 평안북도(1930년 4월)에서 참여관을 역임하고 1932년 9월에는 전라북도 도지사가 되었다. 1935년 총독부가 편찬한 《조선공로자명감》에는 조선인 공로자 353명 중 한 명으로 수록되어 있다.
1930년대 후반부터는 전쟁 지원에 적극 나서서 시국강연회에 참가하였다. 즉, 1937년 9월 경상북도 각지를 돌아다니며 내선일체와 황도(皇道) 실천을 주장하는 강연을 하였고, 1938년 7월 경성여자고등보통학교에서 열린 총독부 후원의 시국대책강연회에서 ‘일본의 수호신이 되라. ’는 내용의 강연을 하였다. 또한, 1940년 10월에 결성된 국민총력조선동맹에서는 이사와 연성부(鍊成部) 연성위원 등의 직책을 맡았으며, 1941년 흥아보국단을 조직하여 상임위원이 되었는데, 이 단체의 결성식 때 좌장(座長)으로 선출되어 ‘출전장병의 노고를 감사한다. ’는 강연을 하였다.
그리고, 국민정신총동원조선연맹(1938년)에도 가담하고 1941년 8월 임전대책협의회를 조직하여 위원이 되었고, 1941년 10월 평양과 춘천에서 당시 결성예정에 있던 조선임전보국단의 사명을 해설하는 강연을 하였고, 이어 임전보국단을 결성하여 부단장이 되었다. 이즈음에 이른바 창씨개명을 권유하는 강연을 행하면서 자신도 성을 고원(高元), 이름을 훈(勳)으로 고쳤다.
고원훈은 동광제사(東光製絲) 사장으로서 조선에서 손꼽히는 거부이기도 했다. 1944년 그는 일제의 침략전쟁에 사용할 비행기를 생산하기 위하여 김연수 등과 더불어 조선항공공업주식회사를 설립하고 취체역이 되었다. 이 회사는 일제의 침략 전쟁에 동원될 비행기를 제작하는 기업이었다. 1945년 2월 대화동맹을 만들어 심의원이 되었고, 같은해 6월 대의당을 조직하여 위원직을 맡았다.
한국 전쟁 때 납북되어 1950년 11월경 강계 근처 산중에서 강행 중 사망한 것으로 전해진다.

## 사후
2002년 민족정기를 세우는 국회의원모임이 선정한 친일파 708인 명단과 2008년 민족문제연구소에서 친일인명사전에 수록하기 위해 정리한 친일인명사전 수록예정자 명단에 수록되었다. 2005년 고려대학교 교내 단체인 일제잔재청산위원회가 발표한 '고려대 100년 속의 일제잔재 1차 인물' 10인 명단, 2009년 친일반민족행위진상규명위원회가 발표한 친일반민족행위 705인 명단에도 포함되었다.

## 참고 자료
- 《친일파군상(親日派群像)》(民族政經文化硏究所, 三省文化社, 1948)
- 《민족정기의 심판(民族正氣의 審判)》(革新出版社, 1949)
- 《대한체육회사》(대한체육회, 1970)
- 한국역대인물종합정보시스템
- 반민족문제연구소 (1993년 2월 1일). 〈고원훈 : ‘일본의 수호신이 되어라’고 부르짖은 친일관료 (박준성)〉. 《친일파 99인 1》. 서울: 돌베개. ISBN 9788971990117.